# Othello ou le Maure de Venise
Pour les articles homonymes, voir Othello.

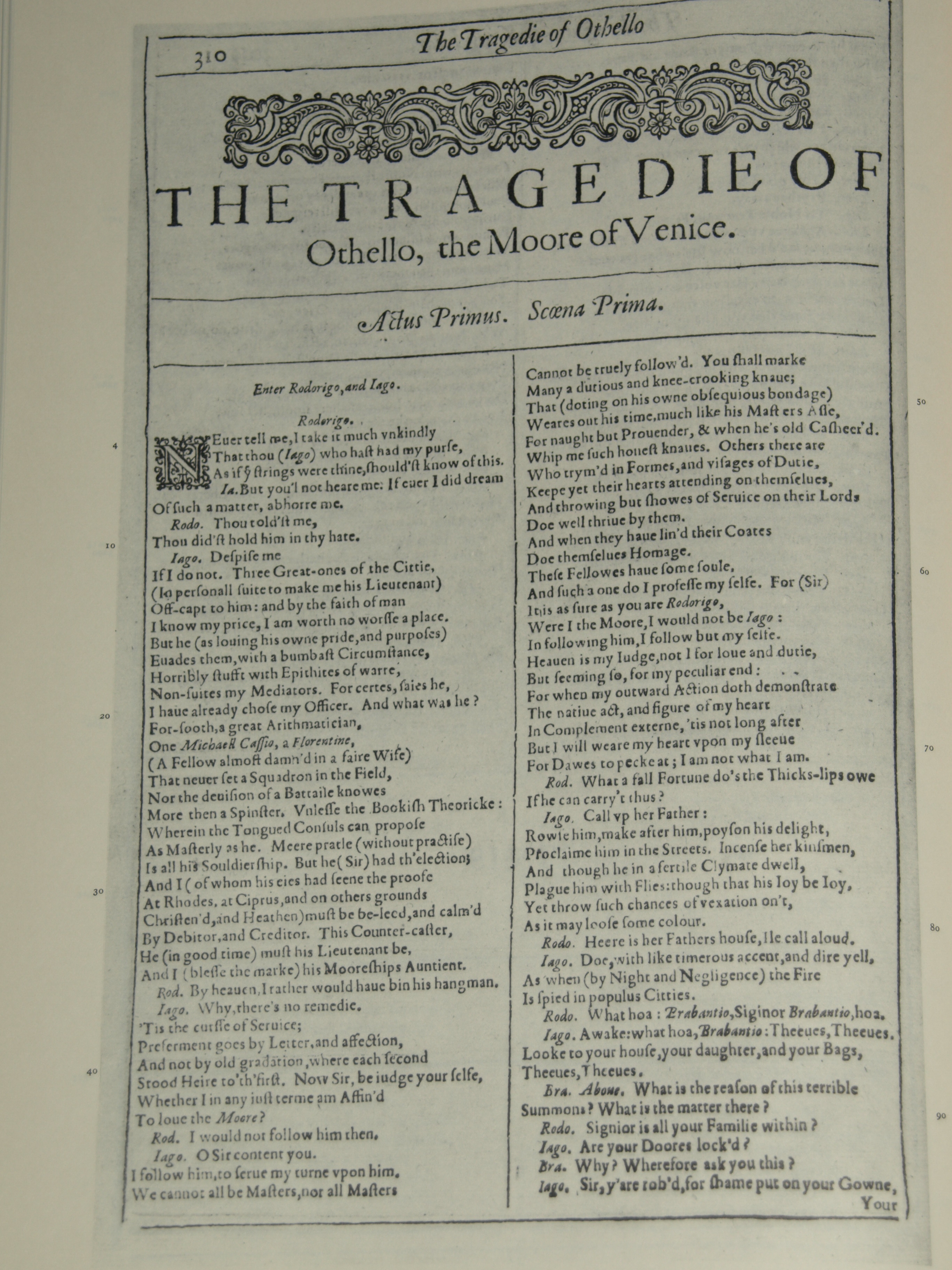
Fac similé de la première page de l'édition de 1623.

Othello ou le Maure de Venise (Othello, the Moor(e) of Venice en anglais) est une tragédie de William Shakespeare, probablement écrite en 1603, jouée pour la première fois en 1604.

## Personnages
- Othello, dit « le Maure », général vénitien
- Desdémone (ou Desdemona), sa jeune épouse
- Brabantio (en), sénateur vénitien et père de Desdémone
- Iago, enseigne d'Othello
- Emilia (en), épouse de Iago et dame de compagnie de Desdémone
- Cassio (en), lieutenant d'Othello
- Bianca (en), maîtresse de Cassio
- Roderigo (en), noble vénitien et prétendant éconduit de Desdémone
- Lodovico, cousin de Desdémone
- Gratiano, frère de Brabantio
- Montano, prédécesseur d'Othello comme gouverneur de Chypre
- Le doge de Venise
- Un bouffon au service d'Othello
- Un marin
- Un messager
- Un héraut
- Des officiers
- Des gentilshommes
- Des musiciens
- Et des gens faisant suite

## Résumé

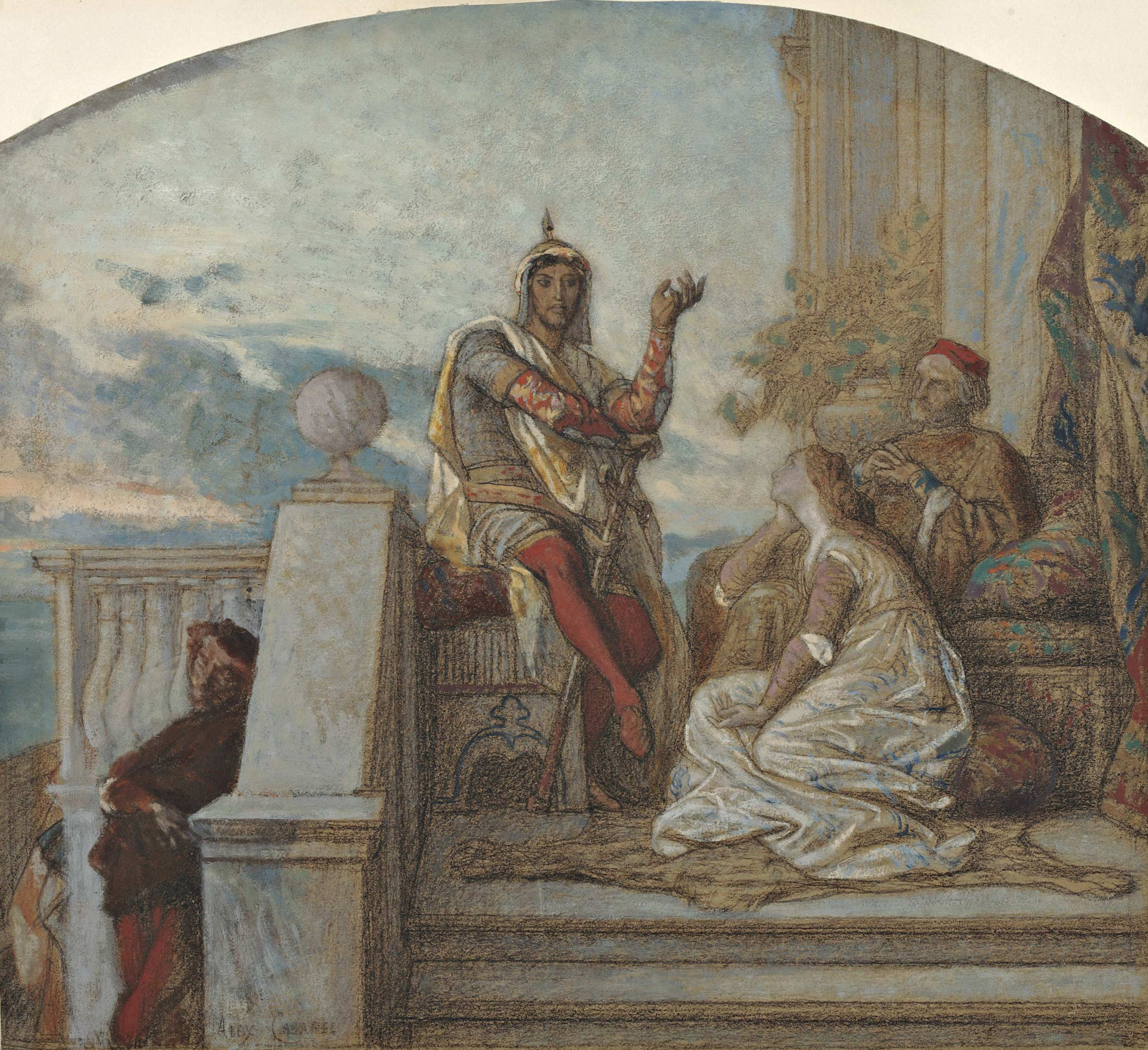
Othello racontant ses batailles (étude) d'Alexandre Cabanel, 1857.

### Acte I
C'est le seul acte dont l'action se déroule à Venise.
Iago et Roderigo (en) se rendent chez Brabantio pour lui apprendre que sa fille, Desdémone, a quitté le toit paternel pour rejoindre Othello. Ils cherchent à discréditer le Maure, qui aurait bafoué l'honneur de Brabantio. Cherchant Othello, ils le trouvent alors qu'il vient de recevoir une convocation chez le Doge. Celui-ci vient d'apprendre que les navires ottomans menacent Chypre. Brabantio accuse Othello d'avoir séduit et déshonoré sa fille, mais celui-ci se défend et révèle qu'il a épousé la jeune fille et que le mariage n'a pas été consommé. Son récit est confirmé par Desdémone. Othello, réhabilité, reçoit pour mission de partir défendre Chypre contre les Ottomans. Ses officiers et sa femme l'accompagnent.

### Acte II

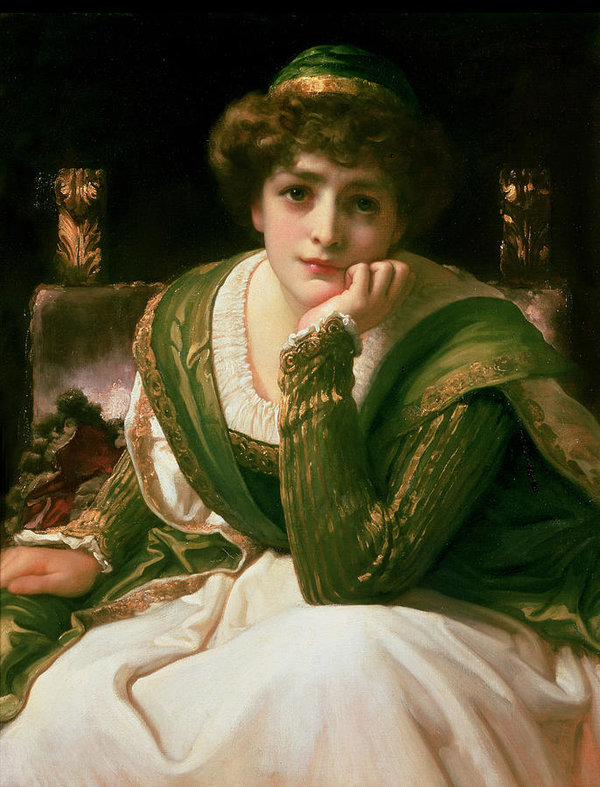
Desdémone de Frederic Leighton.

Une violente tempête sépare les navires et les protagonistes arrivent séparément à Chypre où ils apprennent que la tempête a détruit la flotte ottomane. Iago y voit l'occasion de mettre son plan en œuvre. Lors des festivités organisées pour célébrer la destruction de la flotte ennemie et les noces du Maure, il fait boire Cassio (en) et envoie Roderigo le provoquer. Cassio, qui a trop bu, s'emporte et blesse accidentellement Montano, le gouverneur de Chypre ; Othello est contraint de le dégrader. Cassio regrette aussitôt son geste : « Être à présent un homme sensé, tout à l'heure un fou, et bientôt une brute » (Acte II, scène 3). Iago l'incite à solliciter l'intercession de Desdémone.

### Acte III
Cassio suit le conseil de Iago qui s'arrange pour qu'Othello assiste de loin à la conversation entre les deux jeunes gens ; avec une habileté diabolique, Iago fait naître l'inquiétude dans l'esprit d'Othello ; Othello lutte contre ces soupçons, mais Iago suggère que si Desdémone se fait l'avocate de Cassio, cela peut signifier qu'ils ont une liaison. Ironiquement, tous les efforts désintéressés de Desdémone en faveur de Cassio, vont alimenter le doute inspiré par Iago.

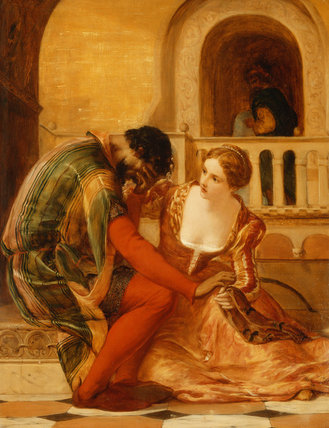
Les premiers soupçons d'Othello par James Clarke Hook.

Desdémone possède un mouchoir dont Othello lui a fait cadeau. Iago le récupère par l'intermédiaire de sa femme, Emilia, et dit à Othello qu'il l'a vu en possession de Cassio. Othello, de plus en plus soupçonneux, demande à sa femme de lui montrer le mouchoir, ce qu'elle ne peut évidemment pas faire. Il est dès lors convaincu d'avoir été trahi, au point de demander à Iago de tuer Cassio (chez qui Iago est allé déposer le mouchoir).

### Acte IV
Iago organise une autre mise en scène. À son instigation, Othello observe de loin une discussion entre Iago et Cassio, à propos de sa maîtresse, Bianca. Othello, trompé par les commentaires de Iago, est persuadé qu'ils parlent de manière désobligeante de sa femme. Le comble est atteint quand Bianca arrive en portant le fameux mouchoir, que Cassio lui a donné après l'avoir trouvé dans ses affaires. Othello réclame de nouveau la mort de Cassio et jure d'empoisonner sa femme tandis que Iago lui conseille plutôt de l’étrangler dans son lit.
Le cousin de Desdémone, Lodovico, arrive et annonce que le maure est rappelé à Venise et que Cassio est son successeur en tant que gouverneur de Chypre.
Roderigo, qui a l'impression d'avoir été manipulé par Iago, lui demande des comptes. Ce dernier parvient à le convaincre qu'il agit bien dans son intérêt et qu'il lui faut tuer Cassio pour obtenir Desdémone. Celle-ci, obéissant à son mari, se prépare à se coucher, même si par son attitude elle semble pressentir le sort funeste qui l'attend: « Si je meurs avant toi, je t'en prie, ensevelis-moi dans un de ces draps » dit-elle à Emilia (Acte IV, scène 3).

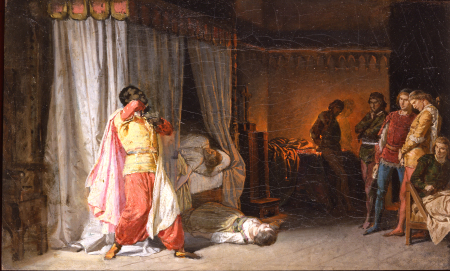
La mort d'Othello par Pompeo Marino Molmenti.

### Acte V

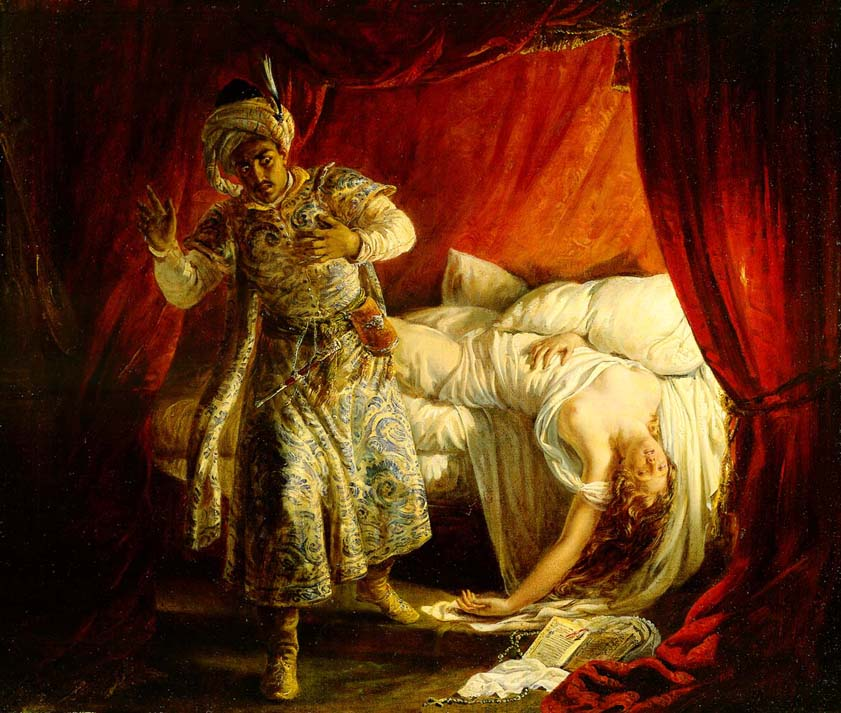
La mort de Desdémone de Alexandre Colin.

Cassio est attaqué et blessé par Iago et Roderigo, mais ce dernier est lui-même gravement blessé. Alertés par les cris, Lodovico, Gratiano et Montano arrivent sur les lieux, Iago achève Roderigo afin qu'il ne puisse pas le dénoncer. Othello, pensant Cassio mort, décide de tuer sa femme. Il hésite, car il l'aime encore, et malgré les dénégations de sa femme devant ses accusations, il l'étouffe. Emilia le surprend alors qu'elle venait le prévenir de l'agression de Cassio, Othello lui dit qu'il l'a tuée parce qu'elle l'avait trompé, chose qu'il confirme devant les nobles attirés par le bruit, prenant comme preuve le mouchoir. Emilia comprend alors que Iago est responsable de tout. Elle le révèle aux nobles présents, Iago la frappe de son épée et s'enfuit, poursuivi par Montano. Lorsque Iago est ramené prisonnier, tout son complot est révélé par Cassio, amené sur un brancard, et deux lettres trouvées sur le corps de Roderigo. Othello le blesse en comprenant son erreur, avant de se suicider aux côtés de sa femme.
Après la mort d'Othello, Lodovico ordonne à Cassio, qui succède à Othello en tant que gouverneur de Chypre, de s'occuper de l'exécution de Iago.

## Sources
L'auteur s'est inspiré d'une histoire de Giovanni Battista Giraldi, la septième nouvelle de la troisième décade de l'Ecatommiti.
Abd el-Ouahed ben Messaoud secrétaire du souverain marocain et ambassadeur à la cour de la reine Élisabeth Ire d'Angleterre en 1600 a inspiré Shakespeare pour le personnage d'Othello, une peinture est visible au Shakespeare Institute, à Stratford-upon-Avon.
L’auteur s’est également inspiré de l’histoire de Sampiero Corso pour son personnage d’Othello, notamment la tragique affaire qui a vu le colonel corse tuer sa femme Vannina d’Ornano de ses propres mains pour trahison.

## Impact et adaptations
Durant le procès des frères Snow, Abraham Lincoln cite Othello.

### Représentations notables
- Ira Aldridge est le premier acteur noir à avoir interprété Othello (Royal Coburg Theatre de Londres, 1825).
- David Serero joue le rôle-titre d'Othello dans une adaptation marocaine mêlant des chants judéo-arabes et les airs d'Otello de Verdi (New York, 2016)[1],[2].
- James Earl Jones a déclamé quelques vers d'Othello devant le président Obama lors d'un récital de poésie à la Maison-Blanche le 12 mai 2009[3],[4].

### Postérité littéraire
Le personnage de Iago a inspiré de nombreux écrivains, parmi lesquels Honoré de Balzac avec le personnage de Bette Fischer dans La Cousine Bette. Des universitaires ont fait un rapprochement entre les talents de manipulatrice de Bette et ceux du personnage de William Shakespeare, Iago,.
Le personnage de Iago a également inspiré Agatha Christie dans son roman Hercule Poirot quitte la scène (titre original : Curtain), avec le personnage de Stephen Norton.
Le personnage d'Edmond Barbentane, dans Aurélien d'Aragon se déguise en Othello lors de la fête chez Valmondois, dans le chapitre LXIX.
En 2017, la maison d'édition Hogarth (qui fait partie de Penguin Random House) a publié, dans le cadre de son Shakespeare Project, un roman de Tracy Chevalier, New Boy. Tracy Chevalier a transposé dans une école secondaire de Washington D.C., dans les années 70, la tragédie de Shakespeare. Dans une école très WASP (élèves et professeurs très anglo-saxons protestants et blancs) l'arrivée d'un nouvel élève, noir, va exacerber les passions.

### Dans la musique

#### À l'opéra
La tragédie d'Othello a été adaptée deux fois pour le théâtre lyrique :
- Otello ossia Il Moro di Venezia de Gioachino Rossini composé en 1816. En dépit d'une musique très inspirée, il n'est presque plus représenté.
- Otello de Giuseppe Verdi composé en 1887. Le livret d’Arrigo Boito et la musique du maestro italien en font une adaptation qui a la faveur du public. Il est très souvent représenté.

#### Marche militaire
Le nom de la célèbre série de marches militaires Pomp and Circumstance du compositeur britannique Edward Elgar provient d'une réplique de l'acte III d'Othello : « Pride, pomp, and circumstance of glorious war ! »

### Dans les arts plastiques
Eugène Delacroix, peintre romantique, réalise entre 1847 et 1849, un tableau inspiré par la pièce Othello  et Desdémone, conservé au Musée des beaux-arts du Canada à Ottawa.

### Au cinéma
Othello a été adaptée de nombreuses fois au cinéma, la première adaptation ayant eu lieu en Allemagne en 1907 par Franz Porten. Les adaptations les plus connues sont les suivantes :
- Otello (1906, Italie) de Mario Caserini et Gaston Velle
- Othello (1922, Allemagne) de Dimitri Buchowetzki avec Emil Jannings
- Othello (A Double Life) (1947, États-Unis) de George Cukor
- The Tragedy of Othello, The Moor of Venice (1952, États-Unis) de et avec Orson Welles
- Othello (1955, URSS) de Sergueï Ioutkevitch avec Serge Bondartchouk
- Othello (1965, Royaume-Uni) de Stuart Burge, avec Laurence Olivier, Frank Finlay, Maggie Smith, Derek Jacobi
- Que sont les nuages ? de Pier Paolo Pasolini (Che cosa sono le nuvole?, sketch du film Caprice à l’italienne, 1968, Italie), avec Totò, Ninetto Davoli, Laura Betti, Ciccio Ingrassia, Franco Franchi. Othello est interprété par des marionnettes, elles-mêmes interprétées par des comédiens.
- Othello (1995, États-Unis-Royaume-Uni) d'Oliver Parker, avec Laurence Fishburne, Kenneth Branagh, Irène Jacob
- Othello (1981, Royaume-Uni) de Jonathan Miller, avec Anthony Hopkins, Bob Hoskins, Penelope Wilton, Rosemary Leach
- Othello (2001, États-Unis) de Tim Blake Nelson, une adaptation moderne dans le cadre d'une université des États-Unis, avec Mekhi Phifer, Julia Stiles, Josh Hartnett
- Omkara (2006, Inde) de Vishal Bhardwaj, adaptation bollywodienne se déroulant dans le milieu rural de l'Inde actuelle (dans l'État de Uttar Pradesh).
- Iago, (2009, Italie), de Volfango de Biasi qui projette l'action dans la Venise d'aujourd'hui.